# Andreia Jacinto
Andreia de Jesús Jacinto (Cascaes, 8 de junio de 2002), también conocida como Andreia Jacinto, es una futbolista profesional portuguesa que juega como centrocampista en la Real Sociedad de la Liga F y en la selección nacional de Portugal.

## Trayectoria
Jacinto se unió al Sporting CP en 2016 y firmó su primer contrato profesional con el club el 25 de septiembre de 2019, a la edad de 17 años. 
En 2022 fichó por la Real Sociedad, equipo en el que juega actualmente.

## Selección nacional
Jacinto debutó con la selección nacional de Portugal el 7 de marzo de 2020 contra Bélgica en la Copa Algarve 2020.  El 30 de mayo de 2023, fue incluida en la plantilla de 23 jugadoras para la Copa Mundial Femenina de la FIFA 2023. 

## Clubes
| Club                 | País     | Año             |
| -------------------- | -------- | --------------- |
| Sporting de Portugal | Portugal | 2019 - 2022     |
| Real Sociedad        | España   | 2022 - presente |